# 羽岡佳
羽岡 佳（はねおか けい、1977年8月5日 - ）は、日本の作曲家、編曲家。東京都出身、日本大学芸術学部音楽学科卒業。絆ミュージック所属。

## 略歴
卒業作品「ピアノ五重奏曲1番」が高い評価を受け、読売新聞主催「第70回読売新人演奏会」に出演した。2000年に大学卒業。
テレビアニメやテレビドラマ、CMの音楽を多く手がけるが、一方で東方神起、タッキー&翼、ユンナなどの歌手にも楽曲提供をするなど幅広く活動をしている。アニメ作品では、『魔探偵ロキRAGNAROK』の劇伴が最初の作品であり、以降は同作品の監督わたなべひろしの作品に参加することが多くなった。
様々な楽曲を作曲することが特徴であり、ピアノやクラシック要素を含んだ楽曲や、スーパー戦隊シリーズの音楽などの明るい楽曲も作曲する。

## 作品

### テレビドラマ
2003年
- 末っ子長男姉三人
- ぶどうの木〜里親と子供たちの愛の物語〜（フジテレビ）

2007年
- 愛の劇場 「マイフェアボーイ」（TBS）
- 肩ごしの恋人（TBS）

2008年
- 土曜時代劇 「オトコマエ!」（NHK）
- チーム・バチスタの栄光（妹尾武と共作）（関西テレビ）

2009年
- RESCUE〜特別高度救助隊（TBS）
- 土曜時代劇 「オトコマエ!2」（NHK）
- チーム・バチスタ第2弾 ナイチンゲールの沈黙（関西テレビ）

2010年
- タンブリング（和田貴史、石坂慶彦と共作）（TBS）
- サヨナラの恋 （BeeTV）
- チーム・バチスタ2 ジェネラル・ルージュの凱旋
- FACE MAKER （読売テレビ）

2011年
- チーム・バチスタ3 アリアドネの弾丸
- チーム・バチスタSP2011〜さらばジェネラル!天才救命医は愛する人を救えるか〜（関西テレビ）
- 風をあつめて（NHK）
- LADY〜最後の犯罪プロファイル〜（河野伸と共作）（TBS）
- 霧に棲む悪魔（東海テレビ）
- 無垢の島（NHK）
- ドラマW（2011年 - 2020年、WOWOW）
  - 「再生巨流」（2011年）
  - 「下町ロケット」（2011年）
  - 「造花の蜜」（2011年）
  - 「マグマ」（2012年）
  - 「震える牛」（2013年）
  - 「血の轍」（2014年）
  - 「悪貨」（2014年）
  - 「スケープゴート」（2015年）
  - 「5人のジュンコ」（2015年）
  - 「楽園」（2017年）
  - 「アキラとあきら」（2017年）
  - 「監査役野崎修平」（2018年）
  - 「孤高のメス」（2019年）
  - 「頭取野崎修平」（2020年）

2012年
- 神様の赤ん坊（NHK）
- 七人の敵がいる!〜ママたちのPTA奮闘記〜（東海テレビ）
- GTO（関西テレビ）
- ティーンコート（日本テレビ）
- GTO 秋も鬼暴れスペシャル（関西テレビ）

2013年
- GTO お正月スペシャル（関西テレビ）
- 月曜ミステリーシアター「刑事のまなざし」（TBS）
- 僕が父親になるまで（福廣秀一郎と共作）（NHK）
- GTO 卒業スペシャル（関西テレビ）

2014年
- チーム・バチスタ4 螺鈿迷宮（関西テレビ）
- GTO（関西テレビ）
- 烈車戦隊トッキュウジャー（テレビ朝日）

2015年
- 天才探偵ミタライ（フジテレビ）
- 東京ウエストサイド物語（NHK BSプレミアム）

2016年
- ドラマ10 「愛おしくて」（NHK総合）
- BS時代劇 「立花登青春手控え」（NHK BSプレミアム）

2017年
- BS時代劇 「立花登青春手控え2」（NHK BSプレミアム）
- ガタの国から（NHK BSプレミアム）

2018年
- 特命刑事 カクホの女（テレビ東京）
- 家族の旅路 家族を殺された男と殺した男（東海テレビ）
- 荒神（NHK BSプレミアム）
- 主婦カツ!（NHK BSプレミアム）
- BS時代劇 「立花登青春手控え3」（NHK BSプレミアム）

2021年
- TOKYO MER～走る緊急救命室～（斎木達彦、櫻井美希と共同）（TBS）
- ソロモンの偽証（WOWOW）

2024年
- ゲームの名は誘拐（WOWOW）

### アニメ

#### テレビアニメ
- ToHeart2（コーニッシュと共作）
- ぱにぽにだっしゅ!
- ネギま!?
- 素敵探偵ラビリンス
- 魔探偵ロキRAGNAROK（アイジと共作）
- REC
- tactics
- ひまわりっ!（妹尾武と共作）
- ロビーとケロビー
- シャイニング・ティアーズ・クロス・ウィンド
- やわらか三国志 突き刺せ!! 呂布子ちゃん
- 今日の5の2
- れでぃ×ばと!
- 花物語
- 憑物語
- 終物語
- UQ HOLDER! 〜魔法先生ネギま!2〜（石毛駿平と共作）
- かぐや様は告らせたい〜天才たちの恋愛頭脳戦〜
- この音とまれ!
- うらみちお兄さん
- 経験済みなキミと、経験ゼロなオレが、お付き合いする話。
- 出来損ないと呼ばれた元英雄は、実家から追放されたので好き勝手に生きることにした
- 〈物語〉シリーズ オフ&モンスターシーズン（神前暁と共作）
- 公女殿下の家庭教師[4]
- 笑顔のたえない職場です。（土井宏紀と共作）[5]

#### OVA
- ネギま!?春
- ネギま!?夏
- 魔法先生ネギま! 〜もうひとつの世界〜
- 変ゼミ
- 女の園の星

### CM
- 「学研のおばちゃん」（科学と学習） [6]

### その他テレビ番組
- 報道特集 テーマ曲作曲（2010年10月2日 - 2021年2月）
- JNN NEWS（2012年3月26日 - 2017年10月1日）・Nスタ テーマ曲作曲（2012年3月26日 - 2013年3月31日）[7][8]

JNN NEWS版は編曲・田尻光隆。同じ曲だがJNNニュースとNスタではアレンジが異なる。
- 「ガリダリシュッポン」（おかあさんといっしょ） - 作曲

### 映画
2008年
- アフタースクール（内田けんじ監督）

2010年
- クロサワ映画（渡辺琢監督）

2011年
- クロサワ映画2011（渡辺琢監督）
- 劇場版魔法先生ネギま!ANIME FINAL（新房昭之監督）

2013年
- リアル〜完全なる首長竜の日〜（黒沢清監督）

2014年
- チーム・バチスタFINAL ケルベロスの肖像（星野和成監督）
- 烈車戦隊トッキュウジャー The MOVIE（竹本昇監督）

2015年
- 烈車戦隊トッキュウジャーVSキョウリュウジャー THE MOVIE（渡辺勝也監督）

2016年
- 後妻業の女（鶴橋康夫監督）

2018年
- 星めぐりの町（黒土三男監督）
- のみとり侍（鶴橋康夫監督）
- 続・終物語（新房昭之監督）

2023年
- 劇場版TOKYO MER〜走る緊急救命室〜（松木彩監督）

### 楽曲提供
- 東方神起
  - Somebody To Love
  - Stay With Me Tonight
- タッキー&翼
  - 空のスクリーン -rainbow in my soul-
- ユンナ
  - 会いたい
- ZONE
  - 一雫
  - ボクの側に…
- ぱれっと(美山加恋、鈴木理子、前田憂佳)
  - 世界は僕らを待っている
- 堀江由衣
  - Tomorrow
- 椎名へきる
  - ラヴ・ジェット・コースター
- 小野綾子
  - 瞳のしずく
- CHiYO
  - ホントは…
- はる
  - ココロの鍵
- 河井英里
  - IF DREAMS CAME TRUE
- りりあん
  - ツマンナイ火曜日
  - サクライロ
  - LOVEだ ニャン~あたしがネコになったら~
- 井上芳雄
  - 伝えたい・・・ありがとう。
- 酒井香奈子
  - 白い約束
- Fairy Story
  - ラベンダーの丘
  - 星を見に行こう
  - BOUQUET 〜愛と夢のブーケ〜
  - 遠い耀き
  - ネコとハーブティと音楽と
- petit milady
  - カサナリアル
  - Ma Chérie
  - Grateful Days
- 村川梨衣
  - Anytime, Anywhere
  - Graceful